# 森優作
森 優作（もり ゆうさく、1989年12月4日 - ）は、日本の俳優。大阪府出身。

## 人物・来歴
俳優になる前は通訳を目指していて、17歳から20歳までイギリスに留学していた。
2013年に古厩智之監督のワークショップに参加し、映画『「また、必ず会おう」と誰もが言った。』で俳優デビュー。
2015年、フィリピンのレイテ島を舞台に第2次世界大戦末期の日本兵たちの死闘を描いた塚本晋也監督の映画『野火』で過酷な体験をする若い兵士・永松役をオーディションで射止めたのをきっかけに、俳優として本格始動する。この作品で高崎映画祭にて最優秀新人男優賞を受賞する。
2025年、映画『ミッシング』で、 第34回日本映画批評家大賞 助演男優賞を受賞した。

## 出演

### テレビドラマ
- 連続テレビ小説（NHK）
  - べっぴんさん（2016年10月 - 2017年4月） - 中西直政 役[8]
    - スペシャルドラマ 恋する百貨店（2017年4月29日、NHK BSプレミアム） - 中西直政 役[9]
    - スピンオフドラマ 忘れられない忘れ物 〜ヨーソローの一日〜（2017年5月6日、NHK BSプレミアム） - 中西直政 役[10]

  - 半分、青い。（2018年4月 - 9月） - 小林 役[11]
  - おむすび（2025年3月4日 - ） - 土屋信也 役
- わにとかげぎす（2017年7月19日 - 9月27日、TBS） - 灰野 役
- アシガール 第4話（2017年10月14日、NHK） - あやめ 役[12]
- 執事 西園寺の名推理  第2話（2018年4月20日、テレビ東京） - 五十嵐勝 役
- 平成物語〜なんでもないけれど、かけがえのない瞬間〜（2019年3月19日 - 23日、フジテレビ）
- 未解決の女 警視庁文書捜査官〜緋色のシグナル〜（2019年4月28日、テレビ朝日） - 峰川光司 役
- ミストレス〜女たちの秘密（2019年4月19日 - 6月21日、NHK総合） - 曽我部直生 役
- 潤一 第5話（2019年8月10日、関西テレビ）
- 相棒 season18 第1話・第2話（2019年10月9日・16日、テレビ朝日）- 音羽暁 役
- 新・ミナミの帝王（2020年1月13日、関西テレビ） - 中山祐也 役
- 女ともだち 第3話（2020年4月26日、BSテレ東） - 吉田 役
- 竹内涼真の撮休 最終話（2020年12月26日、WOWOW） - 山口 役
- 出会い系サイトで70人と実際に会ってその人に合いそうな本をすすめまくった1年間のこと 第3話（2021年4月9日、WOWOW） - 高島 役[13][14]
- 探偵☆星鴨 第5話（2021年5月29日、日本テレビ）
- オリバーな犬、 (Gosh!!) このヤロウ（2021年9月17日 - 10月1日、NHK） - 信盛 役[15][16]
- あせとせっけん（2022年2月4日 - 4月1日、MBS） - 橋谷修 役
- 大河ドラマ 鎌倉殿の13人 第37話（2022年9月25日、NHK） - 阿野時元 役
- 警視庁追跡捜査係-交錯-（2023年8月7日、テレビ東京） - 大山公人 役
- OZU 〜小津安二郎が描いた物語〜 最終話「青春の夢いまいづこ」（2023年12月17日、WOWOW） - 島崎 役[17]
- 約束 〜16年目の真実〜（2024年4月11日 - 6月13日、読売テレビ・日本テレビ） - 井出尚哉 役[18]
- ライオンの隠れ家（2024年10月11日 - 12月20日、TBS） - 小野寺武宏 役[19]
- 法廷のドラゴン 第4話（2025年2月7日、テレビ東京） - 光山悟史 役[20]
- 風のふく島 第11話（2025年3月22日、テレビ東京） - 小賀陽介 役[21]
- 夫よ、死んでくれないか 第2話 - 第11話（2025年4月14日 - 6月16日、テレビ東京） - 吉岡創 役[22]

### 映画
- 「また、必ず会おう」と誰もが言った。（2013年9月28日公開、BS-TBS）[1]
- 野火（2015年7月25日公開、海獣シアター） - 永松 役[23]
- シン・ゴジラ（2016年7月29日公開、東宝）[2]
- 太陽を掴め（2016年12月24日公開、UNDERDOG FILMS）[24]
- ラストレシピ〜麒麟の舌の記憶〜（2017年11月3日公開、東宝） - 田中 役
- 地獄少女（2019年11月15日公開、ギャガ） - 長岡拓郎 役
- ある殺人、落葉のころに（2020年10月2日公開）[25][26]
- 佐々木、イン、マイマイン（2020年11月27日公開、パルコ） - 木村 役
- 花束みたいな恋をした（2021年1月29日公開、東京テアトル / リトルモア） - 羽村祐弥 役
- 騙し絵の牙（2021年3月26日公開[27]、松竹）[28] - 編集部員 役
- ゾッキ（2021年4月9日公開、愛知県では先行公開、イオンエンターテイメント）[29][30]
- シン・ウルトラマン（2022年5月13日公開）[31]
- PLAN 75（2022年6月17日公開）
- デブリーズ（2023年公開） - 佐々木 役
- 4つの出鱈目と幽霊について（2023年12月1日公開、GBGG Productions）[32]
- ミッシング（2024年5月17日公開、ワーナー・ブラザース映画） - 圭吾 役 [33][34]
- 輝け星くず（2024年6月15日公開、ノブ・ピクチャーズ） - 光太郎 役[35]
- 君の忘れ方（2025年1月17日公開、ラビットハウス） - 木下 役[36]
- 新幹線大爆破（2025年4月23日配信開始、Netflix）-永野役
- てっぺんの向こうにあなたがいる（2025年10月31日公開予定、キノフィルムズ）[37]

### 配信ドラマ
- ヒヤマケンタロウの妊娠（2022年4月21日配信予定、Netflix）[38]

### ラジオドラマ
- 『「東京」　2021春　サヤカとトモヤ ～君の牛、再び～（2021年4月29日、NHK-FM） - トモヤ 役[39]

### 舞台
- 岩松了プロデュースvol.3 三人姉妹はホントにモスクワに行きたがっているのか?（2018年1月26日 - 2月4日、下北沢駅前劇場）[40][41]

### CM
- 明治 明治プロビオヨーグルトR-1 季節の変わり目「新社会人」編
- 全労済 全労済創立60周年「未来を明るく」篇[42]
- 買取王子
- 江崎グリコ アイスの実「プチリセット」篇
- カカクコム 食べログ「食べログる彼女（後輩）」篇